# Silverjodid
Silverjodid (AgI) är en kemisk förening som används vid fotografering och som antiseptiskt medel inom sjukvård. 

## Egenskaper
Silverjodid har låg löslighet i vatten (30 μg/l) och en kristallstruktur liknande den i is. Liksom övriga halogenider mörkfärgas det vid belysning.

## Framställning
Silverjodid kan framställas t. ex. genom addition av jodidjoner till en silvernitratlösning, men förekommer även som mineral.

## Användning
Silverjodid användes förr till fotografiska plåtar (dagerrotypi), men numera som fast elektrolyt inom rymdfartsteknologin m. m.
Den används ibland även för molnsådd med syftet att framkalla nederbörd.